# SSK Ljubno BTC
Smučarsko skakalni kljub BTC (SSK Ljubno BTC) – słoweński klub narciarski z Ljubna. Prezesem klubu jest Alojz Murko. Trenerami klubu są Tomaž Murko oraz Miha Sušnik.
Reprezentantami klubu są m.in. Timi Zajc, Žak Mogel, Jan Bombek, Medard Brezovnik, Matevž Samec, Lovro Vodušek, Jernej Presečnik oraz jedyny serbski skoczek Nikola Stevanović.